# (11785) Migaic
(11785) Migaic est un astéroïde de la ceinture principale.

## Description
(11785) Migaic est un astéroïde de la ceinture principale. Il fut découvert le 2 janvier 1973 à Naoutchnyï par Nikolaï Tchernykh. Il présente une orbite caractérisée par un demi-grand axe de 2,78 UA, une excentricité de 0,07 et une inclinaison de 7,7° par rapport à l'écliptique.

## Compléments